# Petra (Lázica)

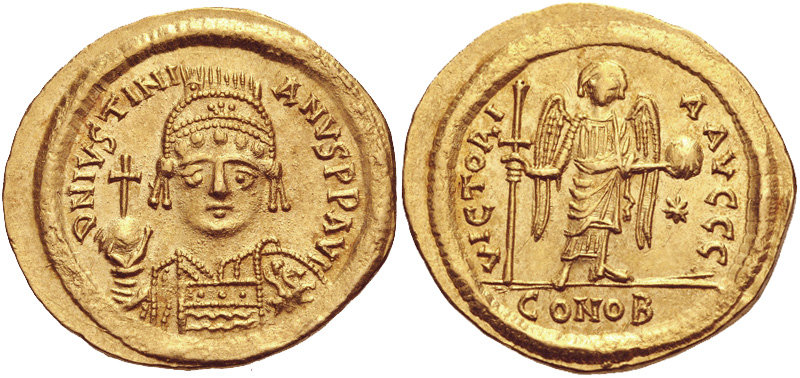
Soldo de Justiniano r.

Reino de Lázica

Petra (presumivelmente identificável com a moderna Tisquisdziri, na Geórgia) foi uma cidade costeira bizantina fundada no século VI em Lázica, no Cáucaso. Conforme relatado pelo historiador Procópio de Cesareia, teria sido fundada em 535/536 pelo imperador Justiniano (r. 527–565) por instigação do mestre dos soldados João Tzibo para servir-lhe como capital provincial no país. Tzibo instalou uma guarnição bizantina na cidade e utilizou-a para monopolizar todo o comércio do mar Negro. Estas medidas criaram ressentimento entre os lazes, que em 541 solicitaram ajuda militar do Império Sassânida do xá Cosroes I (r. 531–579). Cosroes I atendeu ao chamado e liderou um exército contra Petra, que foi tomada e Tzibo foi morto. Uma guarnição persa também seria instalada. A presença persa, contudo, logo causaria ressentimento na população local.
Em 548, Justiniano nomeou Dagisteu como mestre dos soldados da Armênia e enviou-o para Lázica no comando de oito mil soldados. Lá, uniu forçar com o rei laze Gubazes II (r. 541–555) e sitiou Petra. Durante o cerco, Gubazes redirecionou todas os efetivos lazes para as zonas fronteiriças, enquanto solicitou que Dagisteu reunisse um contingente para proteger o passo montanhoso que dirigia-se para sul do rio Fásis, de modo a inibir o avanço do exército de alívio liderado por Mermeroes. Dagisteu enviou 100 soldados, que foram logo superados, e com a aproximação de Mermeroes, Dagisteu abandonou o cerco e fugiu com seus homens através do Fásis. Os persas deixaram uma nova guarnição de três mil soldados em Petra e outros cinco mil para assegurar suprimentos ao assentamento. Esses últimos, todavia, seriam derrotados na primavera de 549 por Dagisteu e Gubazes.
No verão de 549, enquanto Dagisteu e Gubazes estavam ocupados lidando com outro exército persa liderado por Corianes, uma força sassânida conseguiu alcançar Petra e fornecer suprimentos para a guarnição. Em 551, comandando um exército de seis mil homens, o general Bessas iniciou novo cerco contra Petra, então guarnecida com 2 600 soldados. Após uma dura luta, a cidade caiu e alguns dos defensores refugiaram-se na acrópole, onde resistiriam por mais algum tempo. Com sua subsequente capitulação, a acrópole foi incendiada, seus suprimentos e equipamentos foram saqueados e os muros defensivos foram destruídos.